# Municipalité de Cosoleacaque
La municipalité de Cosoleacaque est l'une des 212 municipalités de l'État de Veracruz, et est située à l'extrémité sud-est de cet État. Établie dans la basse vallée du fleuve Río Coatzacoalcos, sur sa rive occidentale, elle fait partie de l'isthme de Tehuantepec, dont elle occupe la partie nord. Elle est proche de l'embouchure Río Coatzacoalcos et de la ville industrielle et portuaire de Coatzacoalcos, située plus au nord. Son chef-lieu est la ville éponyme de Cosoleacaque. Elle fait également partie de la Région Olmeca, qui est l'une des subdivisions administratives de l'État de Veracruz.

## Géographie
La municipalité de Las Choapas s'étend du nord au sud sur la rive occidentale du Río Coatzacoalcos, bien que son chef-lieu ait été établi à distance du fleuve. Elle fait partie de l'isthme de Tehuantepec, qui constitue par la vallée fluviale un couloir de communication entre les océans Atlantique et Pacifique. D'une superficie de 278 km2, elle présente un territoire aux contours très irréguliers, essentiellement selon un axe nord/sud, avec cependant au nord un longue excroissance orientée à l'est, en direction du Río Coatzacoalcos. La municipalité comptait, en 2010, 117 725 habitants, pour une densité de 423,5 habitants par km2.
Elle est limitrophe au nord de la municipalité de Coatzacoalcos, à l'est des municipalités de Pajapan, Chinameca, Oteapan et Zaragoza, au sud-est de celle de Jáltipan, à l'ouest de celle de Minatitlán et au nord-ouest de celles de Ixhuatlán del Sureste et Nanchital de Lázaro Cárdenas del Río.
Elle fait partie de la "Zona metropolitana de Minatitlán", réunissant les municipalités de Chinameca, Cosoleacaque, Jáltipan, Minatitlán, Oteapan et Zaragoza, qui regroupe une population totale de 329228 habitants.
La ville de Minatitlán a la particularité d'être partagée entre la municipalité éponyme de Minatitlán et dont elle est le chef-lieu, et celle de Cosoleacaque, qui en occupe la périphérie nord-ouest.

## Composition et démographie
La municipalité est composée en 2010 de 160 localités, dont 7 sont considérées comme urbaines, les 153 autres étant rurales.
| Localité            | Population |
| ------------------- | ---------- |
| Minatitlán          | 47 499     |
| Cosoleacaque        | 22 454     |
| El Naranjito        | 7574       |
| Coacotla            | 6873       |
| San Pedro Mártir    | 4855       |
| Reste des localités | 28 470     |
| Total population    | 117 725    |

En plus de l'espagnol, plusieurs langues amérindiennes sont parlées dans la municipalité, dont les principales sont par ordre d'importance : le nahuatl, le zapotèque, le popoluca et le mixe.

## Histoire
La municipalité est créée en 1931, avec Cosoleacaque pour chef-lieu, qui sera élevé au rang de ville en 1963, et sera qualifiée officiellement d'"héroïque" en 1977.

## Économie

### Agriculture et élevage
La superficie des parcelles semées représentait, en 2013, 2571,5 hectares, parmi lesquels 2400 hectares étaient voués à la culture du maïs, 70 hectares à celle des haricots et 86 hectares pour le palmier africain.
En 2013, la production de viande par tonnes comprenait 797,1 tonnes de viande bovine, 1164,8 de viande porcine, 98,4 tonnes de viande ovine, 1880,3 tonnes de volailles et 8,1 tonnes de dinde. La superficie vouée à l'élevage représentait alors 9878 hectares.

### Chimie
Un important complexe chimique produisant de l'ammoniac pour le secteur agroalimentaire est installé dans la périphérie nord-est de l'agglomération de Minatitlán gérée par la municipalité de Cosoleacaque. Ces infrastructures sont contrôlées par la compagnie d'État Pemex.